# Шляков, Иван Дмитриевич
 Ива́н Дми́триевич Шляков  (1920 — 5 января 1945) — командир взвода 23-го гвардейского танкового полка (4-я гвардейская механизированная бригада, 2-й гвардейский механизированный корпус, 46-я армия, 2-й Украинский фронт), гвардии лейтенант. Герой Советского Союза.

## Биография
Родился в 1920 году в деревне Нагорское Тверской губернии в крестьянской семье. В 1932 году с родителями переехал в город Загорск. Окончил 8 классов. Работал слесарем на Московском метрополитене. В 1940 году призван в РККА Щёлковским РВК Московской области. В 1944 году окончил Харьковское танковое училище.

#### Великая Отечественная война
С сентября 1944 года воевал на 3-м Украинском фронте.
Командир танкового взвода гвардии лейтенант Шляков отличился в боях на территории Венгрии. 12 ноября 1944 года взвод Шлякова первым ворвалась в населённый пункт Тапиобичке (35 км восточнее города Будапешт) и захватил мост, находящийся в селении. Следовавшая за танками пехота в силу сильного вражеского огня была отсечена, взвод Шлякова оказался в окружении. В течение 8 часов Шляков вместе со своим экипажем вёл бой с противником. Когда снаряды были на исходе, экипаж вынужден был обороняться пулемётными выстрелами, личным оружием и гранатами. В том бою взвод Шлякова уничтожил 6 пушек, 5 пулеметных точек и до 50 солдат и офицеров противника, сохранив мост.
Указом Президиума Верховного Совета СССР от 28 апреля 1945 года за образцовое выполнение боевых заданий командования на фронте борьбы с немецкими захватчиками и проявленные при этом отвагу и геройство гвардии лейтенанту Шлякову Ивану Дмитриевичу присвоено звание Героя Советского Союза с вручением ордена Ленина и медали «Золотая Звезда».
5 января 1945 года гвардии лейтенант Шляков погиб в бою. Похоронен в селе Даг (в 15 км западнее от города Татабанья, Венгрия).

## Награды
- Медаль «Золотая Звезда» (28.04.1945)[4][5];
- орден Ленина (28.04.1945);
- орден Отечественной войны II степени (02.12.1944)[8].

## Память
Именем Героя Советского Союза Шлякова названа улица в Сергиевом Посаде.